# Circuito das Ardenas
O Circuito das Ardenas (oficialmente: Circuit des Ardennes International) é uma competição de ciclismo profissional por etapas francesa que se disputa no departamento de Ardenas, no mês de maio ou junho.
Criou-se em 1930 conquanto a sua segunda edição não se disputou até 1952. Até 2004 sempre foi amador, por isso a maioria de ganhadores têm sido franceses Desde a criação dos Circuitos Continentais UCI em 2005 faz parte do UCI Europe Tour, dentro da categoria 2.2 (última categoria do profissionalismo).
Sempre tem tido 3 ou 4 etapas divididos nesses 3 ou 4 dias.

## Palmarés
Em amarelo: edição amador.
| Ano       | Ganhador            | Segundo             | Terceiro                 |
| --------- | ------------------- | ------------------- | ------------------------ |
| 1930      | Albert Barthélémy   | Georges Marienne    | Alfred Mottard           |
| 1931-1950 | Não se disputou     | Não se disputou     | Não se disputou          |
| 1951      | Jacques Michel      | Fortunato Previtali | Jean Mage                |
| 1952      | André Geneste       | Elie Marsy          | Albert Platel            |
| 1953      | Albert Platel       | Louis Deprez        | Rollin                   |
| 1954      | Louis Deprez        | Ernest Menage       | Guido Anzile             |
| 1955      | Eugène Tamburlini   | Louis Deprez        | Joseph Groussard         |
| 1956      | Bruno Modenese      | Henri Wasilewski    | Jean Gosselin            |
| 1957      | Édouard Delberghe   | Robert Pallu        | Joseph Wasko             |
| 1958      | Bruno Modenese      | René Ostertag       | Arthur Bihannic          |
| 1959      | Robert Pallu        | Georges Dubois      | Maurice Munter           |
| 1960      | André Geneste       | Marcel Hocquaux     | Yves Pichon              |
| 1961      | Noël Chavy          | Arthur Bihannic     | Jean Mossello            |
| 1962      | John Geddes         | Roger Bardiaux      | Emmanuel Crenn           |
| 1963      | Marcel Hocquaux     | Joseph Wasko        | Robert Fuhrel            |
| 1964-1976 | Não se disputou     | Não se disputou     | Não se disputou          |
| 1977      | Christian Calzati   | Dudley Hayton       | Edgard Chollier          |
| 1978      | Daniel Yon          | Guy Bricnet         | Philippe Miotti          |
| 1979      | Daniel Leveau       | Anthony Doyle       | Michel Riou              |
| 1980      | Zdenek Bartonicek   | Ignace Planckaert   | Greg LeMond              |
| 1981      | Michal Klasa        | Milos Hrazdira      | Jérôme Simon             |
| 1982      | Milan Jurčo         | Jiří Škoda          | Sergej Sukhanov          |
| 1983      | Bruno Wojtinek      | Daniel Maquet       | Malcolm Elliott          |
| 1984      | Heinz Imboden       | Hans-Joachim Pohl   | Davis Phinney            |
| 1985      | Mario Hernig        | Peter Harings       | Petar Petrov             |
| 1986      | Roman Kreuziger     | Michael Stuck       | Nentcho Stajkov          |
| 1987      | Laurent Pillon      | Nentcho Stajkov     | Petar Petrov             |
| 1988      | Dimitri Zhdanov     | Viacheslav Yekímov  | Dmitrij Neljubin         |
| 1989-1999 | Não se disputou     | Não se disputou     | Não se disputou          |
| 2000      | Jérôme Desjardins   | Pascal Pofilet      | Samuel Plouhinec         |
| 2001      | Cédric Loué         | Carlo Meneghetti    | Cédric Célarier          |
| 2002      | Nicolas Dumont      | José Medina         | Mads Kaggestad           |
| 2003      | Thomas Lövkvist     | Jussi Veikkanen     | Nicolas Dumont           |
| 2004      | Eduard Vorganov     | Noan Lelarge        | Shinichi Fukushima       |
| 2005      | Florian Morizot     | Anders Lund         | Mathieu Perget           |
| 2006      | Sergey Kolesnikov   | Borut Božič         | David Arassus            |
| 2007      | Jérôme Coppel       | Nicolas Fritsch     | Bart Oegema              |
| 2008      | Jan Bakelants       | Brian Vandborg      | Dirk Müller              |
| 2009      | Dimitri Champion    | Romain Zingle       | Arthur Vichot            |
| 2010      | Mikhail Antonov     | Thomas Rostollan    | Florian Morizot          |
| 2011      | Gianni Meersman     | Laurent Pichon      | Andréi Soloménnikov      |
| 2012      | Marek Rutkiewicz    | Russell Downing     | Viacheslav Kuznetsov     |
| 2013      | Riccardo Zoidl      | Markus Eibegger     | Christoph Pfingsten      |
| 2014      | Łukasz Wiśniowski   | Grega Bole          | Kristian Haugaard Jensen |
| 2015      | Evaldas Šiškevicius | Julien Loubet       | Ignatas Konovalovas      |
| 2016      | Olivier Pardini     | Baptiste Planckaert | Reidar Borgersen         |
| 2017      | Jhonatan Narváez    | Maxime Vantomme     | Julien Antomarchi        |
| 2018      | Anthony Maldonado   | Cees Bol            | Jérémy Cornu             |
| 2019      | Alexander Kamp      | Andreas Leknessund  | Kobe Goossens            |
| 2020      | anulado             | anulado             | anulado                  |
| 2021      | Lucas Eriksson      | Leon Heinschke      | Matěj Zahálka            |